# Строилов, Георгий Андреевич
Георгий Андреевич Строилов — советский военный, государственный и политический деятель, генерал-полковник.

## Биография
Родился в 1916 году в Тбилиси. Член КПСС.
С 1936 года — на хозяйственной, общественной и политической работе. В 1936—1986 гг. — курсант военного факультета Московского института инженеров связи, участник Великой Отечественной войны, начальник армейских, фронтовых радиоузлов на Западном, 1-м Украинском и 1-м Белорусском фронтах, помощник начальника разведки 17-й армии Забайкальского фронта по специальной связи, старший офицер 2-го отдела ГРУ Генштаба ВС СССР, заместитель начальника, начальник 6-го Управления ГРУ СССР, заместитель начальника ГРУ СССР по вооружению, заместитель, 1-й заместитель председателя Гостехкомиссии СССР. 
Лауреат Государственной премии СССР (1969).
Умер в Тбилиси в 1989 году.